# Cyrtotria grandis
Cyrtotria grandis är en kackerlacksart som beskrevs av Karlis Princis 1967. Cyrtotria grandis ingår i släktet Cyrtotria och familjen jättekackerlackor.
Artens utbredningsområde är Tanzania. Inga underarter finns listade i Catalogue of Life.